# NUTS:PL
Als NUTS:PL oder NUTS-Regionen in Polen bezeichnet man die territoriale Gliederung von Polen gemäß der europäischen „Systematik der Gebietseinheiten für die Statistik“ (NUTS).

## Grundlagen
In Polen werden die drei NUTS-Ebenen wie folgt belegt:
- NUTS-1-Ebene: 7 Makroregionen (Makroregiony), von denen sechs keine administrativen Äquivalente haben, während die siebte der Woiwodschaft Masowien entspricht
- NUTS-2-Ebene: 17 Regionen, von denen 15 den Woiwodschaften (Województwa) entsprechen, während die Woiwodschaft Masowien in zwei Regionen ohne administrative Entsprechung geteilt ist, von denen die eine die Hauptstadt Warschau und ihre unmittelbare Umgebung, die andere den Rest der Woiwodschaft umfasst
- NUTS-3-Ebene: 73 Unterregionen (Podregiony) im Allgemeinen ohne administrative Entsprechung
- LAU-Ebene: 2.478 Gminy

## NUTS codes (seit 2018)

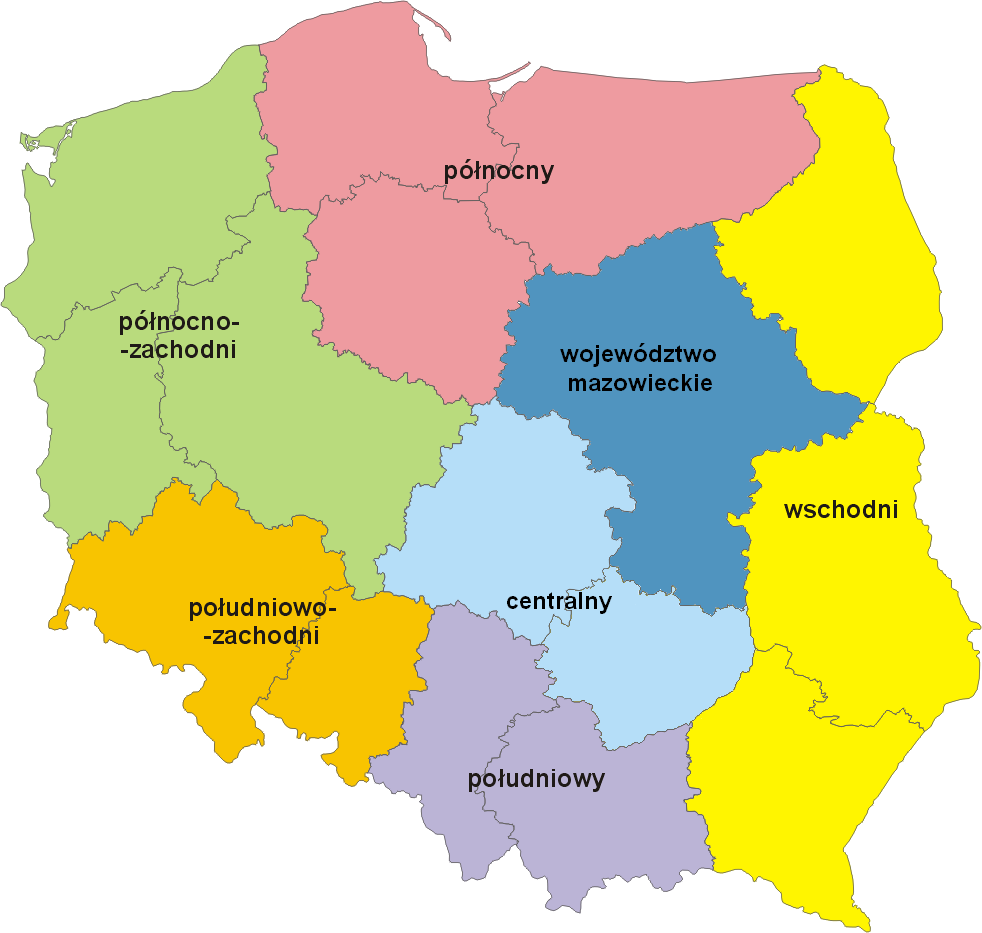
NUTS 1 in Polen (seit 2018)

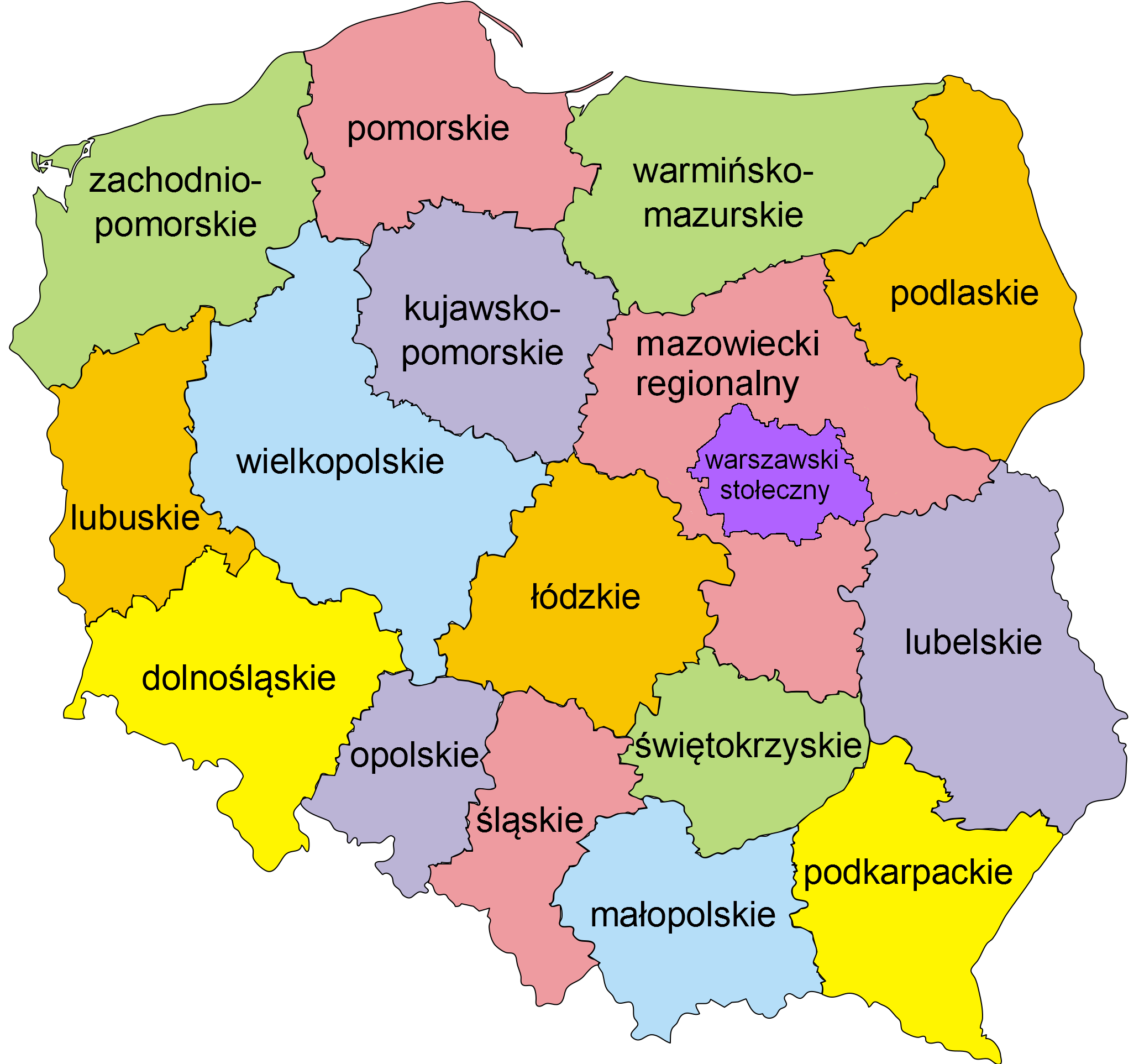
NUTS 2 in Polen (seit 2018)

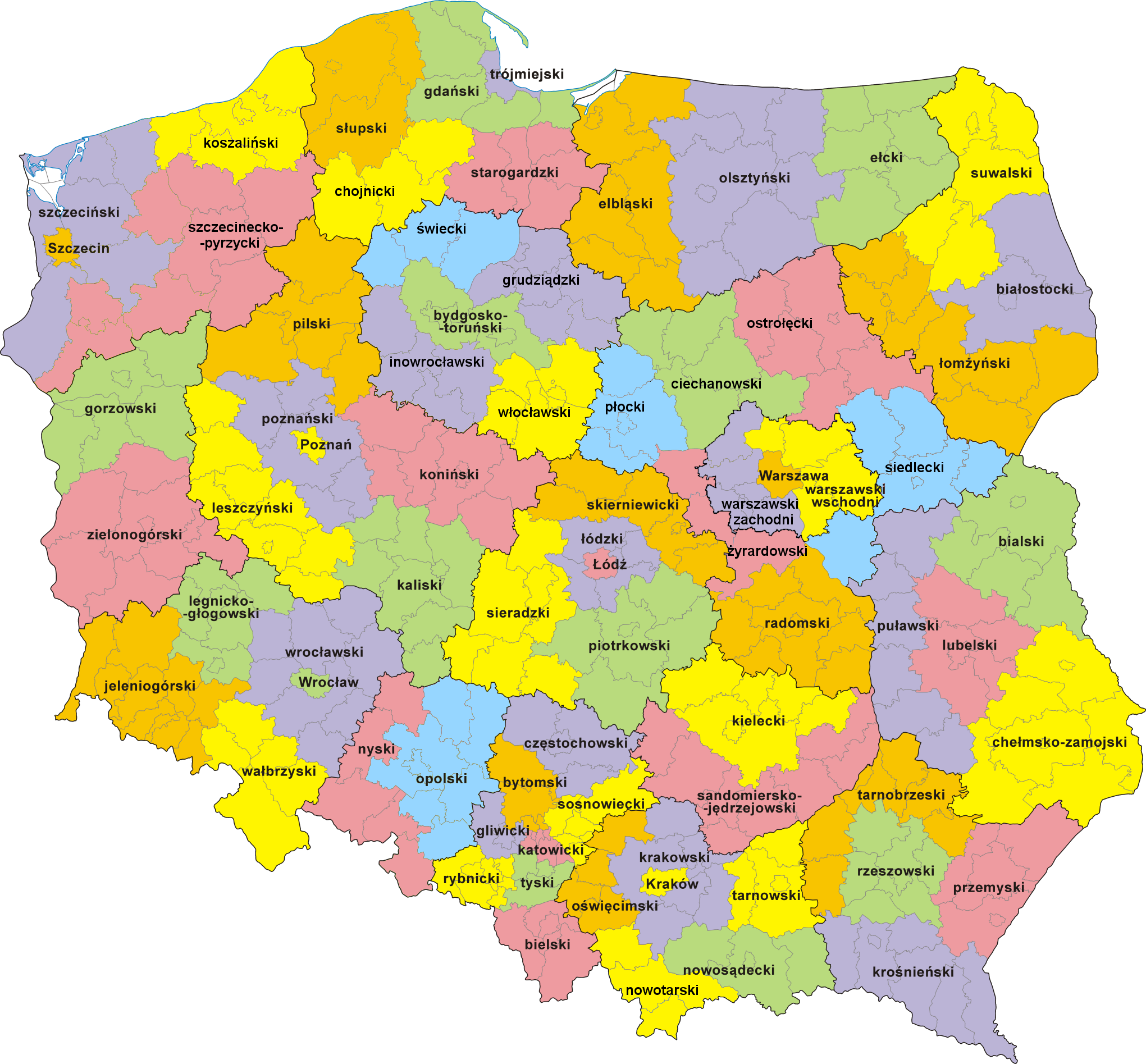
NUTS 3 in Polen (seit 2018)

PL2	Makroregion południowy
PL21	Małopolskie
PL213	Miasto Kraków
PL214	Krakowski
PL217	Tarnowski
PL218	Nowosądecki
PL219	Nowotarski
PL21A	Oświęcimski
PL22	Śląskie
PL224	Częstochowski
PL225	Bielski
PL227	Rybnicki
PL228	Bytomski
PL229	Gliwicki
PL22A	Katowicki
PL22B	Sosnowiecki
PL22C	Tyski
PL4	Makroregion północno-zachodni
PL41	Wielkopolskie
PL411	Pilski
PL414	Koniński
PL415	Miasto Poznań
PL416	Kaliski
PL417	Leszczyński
PL418	Poznański
PL42	Zachodniopomorskie
PL424	Miasto Szczecin
PL426	Koszaliński
PL427	Szczecinecko-pyrzycki
PL428	Szczeciński
PL43	Lubuskie
PL431	Gorzowski
PL432	Zielonogórski
PL5	Makroregion południowo-zachodni
PL51	Dolnośląskie
PL514	Miasto Wrocław
PL515	Jeleniogórski
PL516	Legnicko-głogowski
PL517	Wałbrzyski
PL518	Wrocławski
PL52	Opolskie
PL523	Nyski
PL524	Opolski
PL6 Makroregion północny
PL61	Kujawsko-Pomorskie
PL613	Bydgosko-toruński
PL616	Grudziądzki
PL617	Inowrocławski
PL618	Świecki
PL619	Włocławski
PL62	Warmińsko-Mazurskie
PL621	Elbląski
PL622	Olsztyński
PL623	Ełcki
PL63	Pomorskie
PL633	Trójmiejski
PL634	Gdański
PL636	Słupski
PL637	Chojnicki
PL638	Starogardzki
PL7	Makroregion centralny
PL71	Łódzkie
PL711	Miasto Łódź
PL712	Łódzki
PL713	Piotrkowski
PL714	Sieradzki
PL715	Skierniewicki
PL72	Świętokrzyskie
PL721	Kielecki
PL722	Sandomiersko-jędrzejowski
PL8	Makroregion wschodni
PL81	Lubelskie
PL811	Bialski
PL812	Chełmsko-zamojski
PL814	Lubelski
PL815	Puławski
PL82	Podkarpackie
PL821	Krośnieński
PL822	Przemyski
PL823	Rzeszowski
PL824	Tarnobrzeski
PL84	Podlaskie
PL841	Białostocki
PL842	Łomżyński
PL843	Suwalski
PL9	Makroregion Województwo mazowieckie
PL91	Warszawski Stołeczny
PL911	Miasto Warszawa
PL912	Warszawski wschodni
PL913	Warszawski zachodni
PL92	Mazowiecki Regionalny
PL921	Radomski
PL922	Ciechanowski
PL923	Płocki
PL924	Ostrołęcki
PL925	Siedlecki
PL926	Żyrardowski

## NUTS codes (bis 2017)

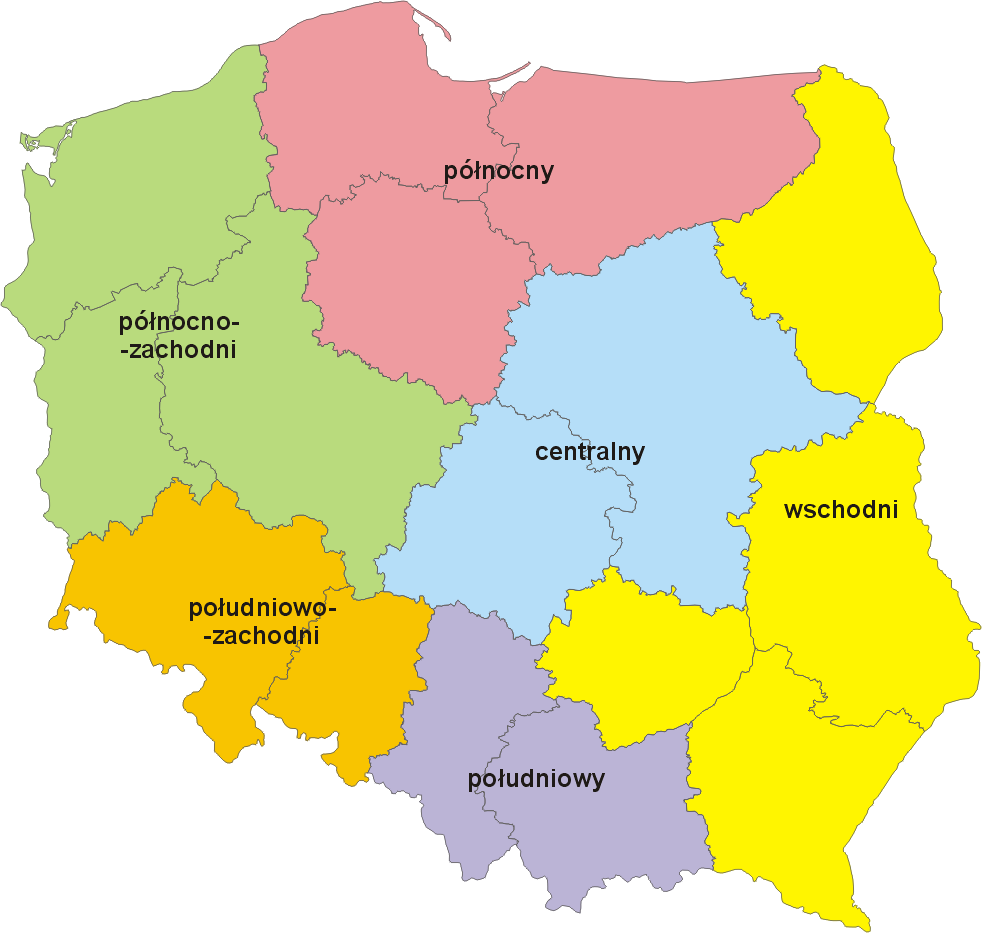
NUTS 1 in Polen (bis 2017)

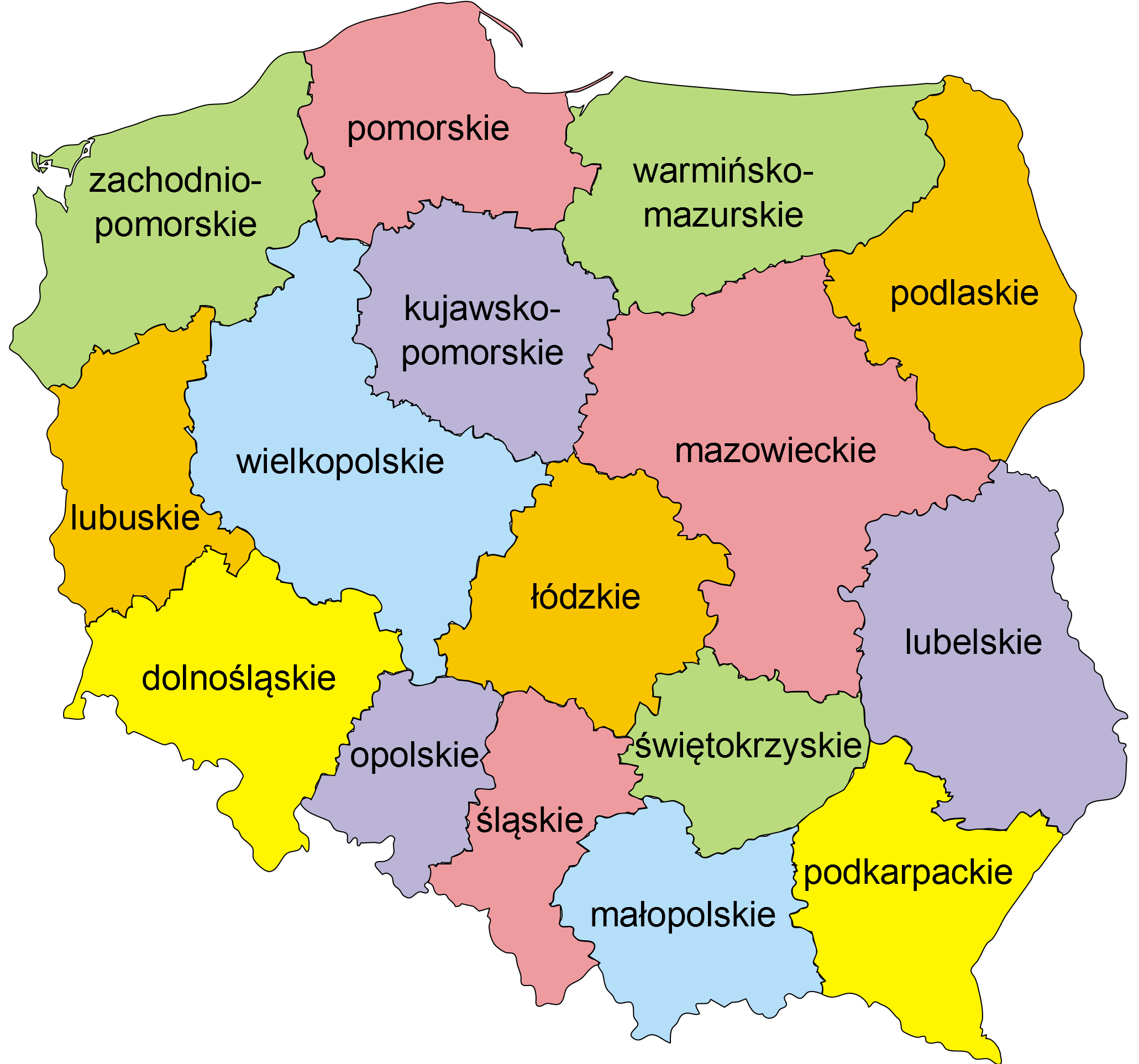
NUTS 2 in Polen (bis 2017)

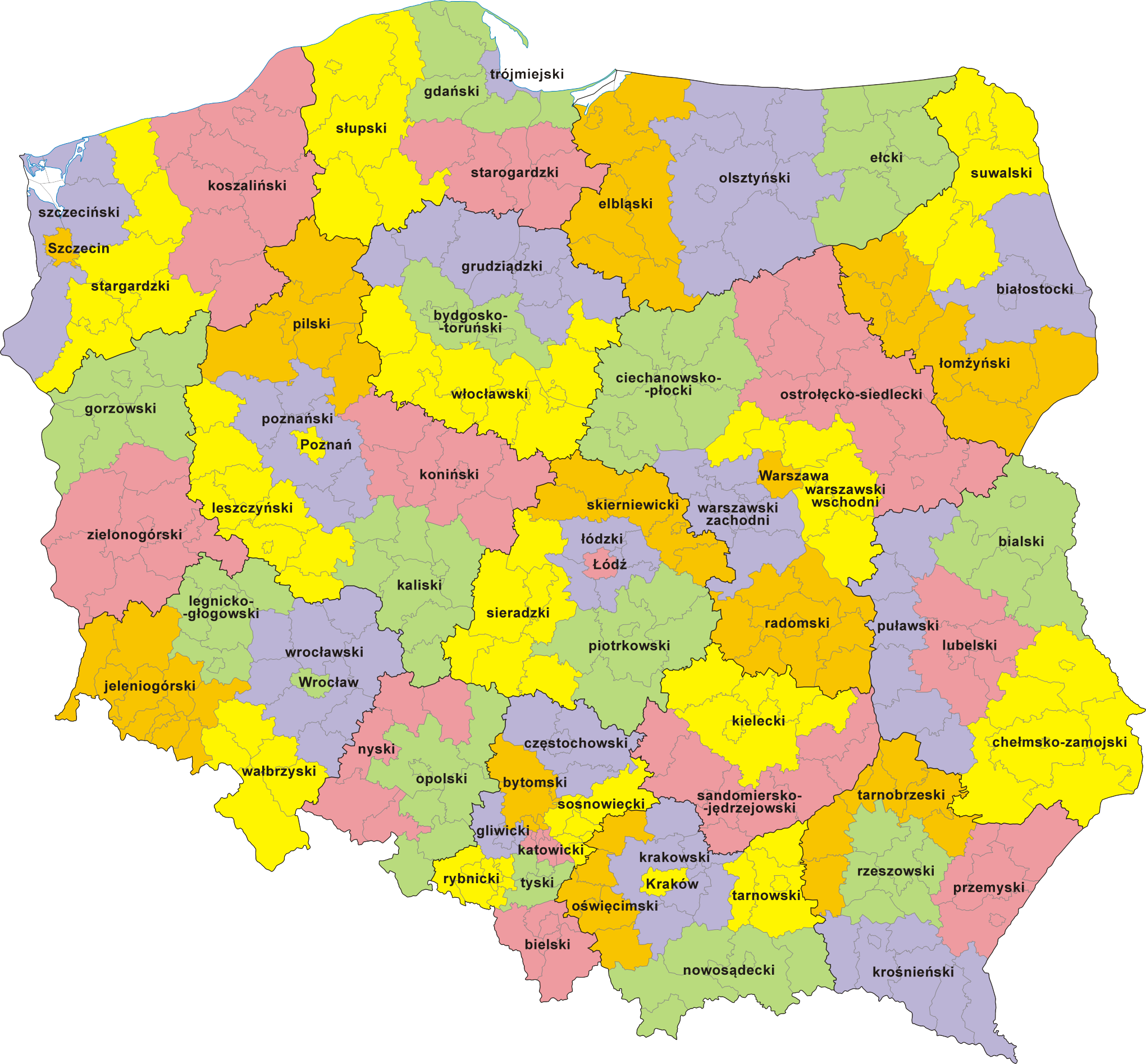
NUTS 3 in Polen (bis 2015)

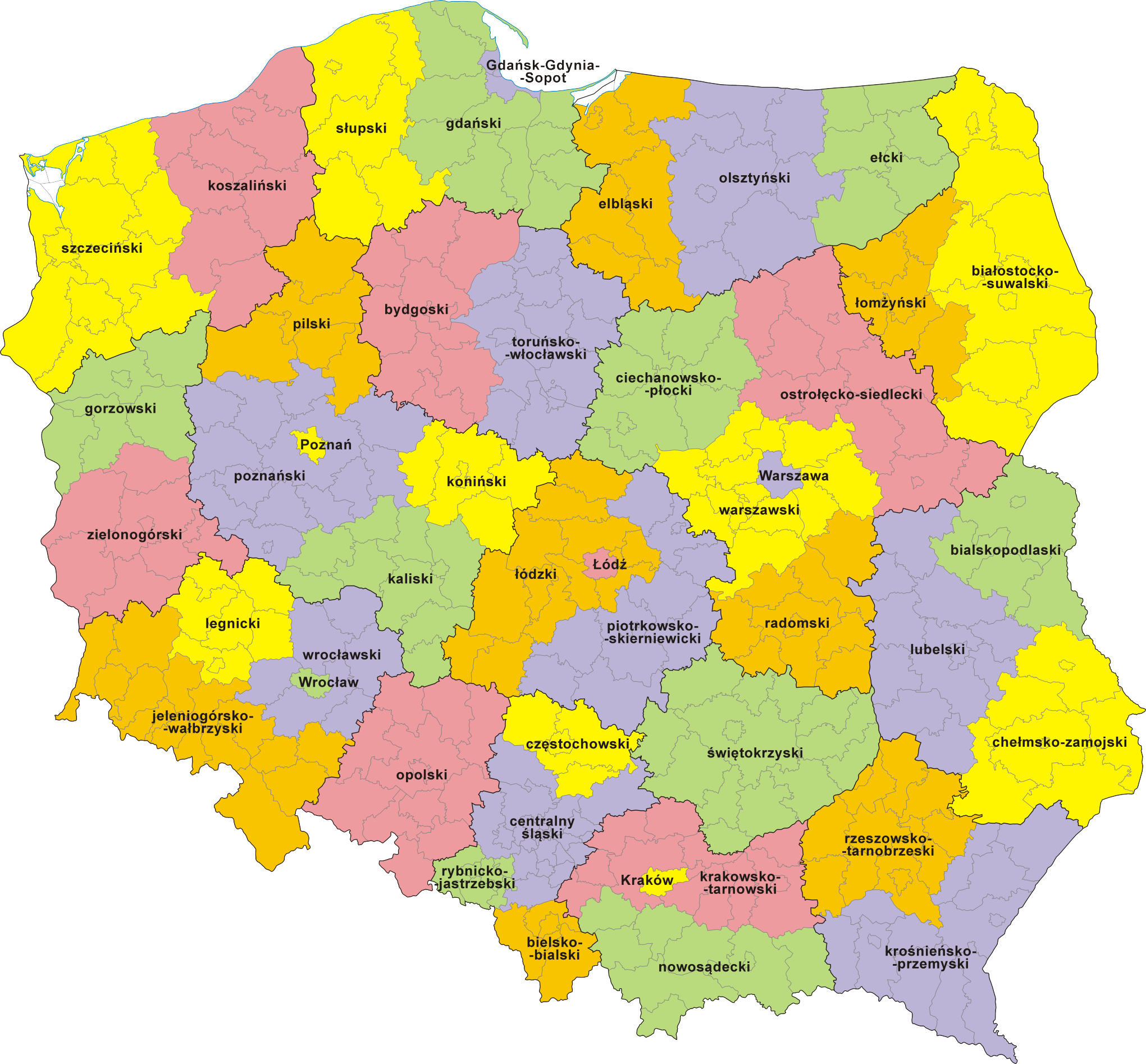
NUTS 3 in Polen (bis 2007)

Bis Ende 2017 gab es sechs NUTS-1-Regionen, die jeweils Gruppen von Woiwodschaften ohne administratives Äquivalent entsprachen, und 16 NUTS-2-Regionen, die den 16 Woiwodschaften entsprachen.
PL1	Region centralny
PL11	Łódzkie
PL113	Miasto Łódź
PL114	Łódzki
PL115	Piotrkowski
PL116	Sieradzki
PL117	Skierniewicki
PL12	Mazowieckie
PL121	Ciechanowsko-płocki
PL122	Ostrołęcko-siedlecki
PL127	Miasto Warszawa
PL128	Radomski
PL129	Warszawski-wschodni
PL12A	Warszawski-zachodni
PL2	Region południowy
PL21	Małopolskie
PL213	Miasto Kraków
PL214	Krakowski
PL215	Nowosądecki
PL216	Oświęcimski
PL217	Tarnowski
PL22	Śląskie
PL224	Częstochowski
PL225	Bielski
PL227	Rybnicki
PL228	Bytomski
PL229	Gliwicki
PL22A	Katowicki
PL22B	Sosnowiecki
PL22C	Tyski
PL3	Region wschodni
PL31	Lubelskie
PL311	Bialski
PL312	Chełmsko-zamojski
PL314	Lubelski
PL315	Puławski
PL32	Podkarpackie
PL323	Krośnieński
PL324	Przemyski
PL325	Rzeszowski
PL326	Tarnobrzeski
PL33	Świętokrzyskie
PL331	Kielecki
PL332	Sandomiersko-jędrzejowski
PL34	Podlaskie
PL343	Białostocki
PL344	Łomżyński
PL345	Suwalski
PL4	Region północno-zachodni
PL41	Wielkopolskie
PL411	Pilski
PL414	Koniński
PL415	Miasto Poznań
PL416	Kaliski
PL417	Leszczyński
PL418	Poznański
PL42	Zachodniopomorskie
PL422	Koszaliński
PL423	Stargardzki
PL424	Miasto Szczecin
PL425	Szczeciński
PL43	Lubuskie
PL431	Gorzowski
PL432	Zielonogórski
PL5	Region południowo-zachodni
PL51	Dolnośląskie
PL514	Miasto Wrocław
PL515	Jeleniogórski
PL516	Legnicko-Głogowski
PL517	Wałbrzyski
PL518	Wrocławski
PL52	Opolskie
PL521	Nyski
PL522	Opolski
PL6	Region północny
PL61	Kujawsko-Pomorskie
PL613	Bydgosko-Toruński
PL614	Grudziądzki
PL615	Włocławski
PL62	Warmińsko-Mazurskie
PL621	Elbląski
PL622	Olsztyński
PL623	Ełcki
PL63	Pomorskie
PL631	Słupski
PL633	Trójmiejski
PL634	Gdański
PL635	Starogardzki